# María Eugenia Lacarra
María Eugenia Lacarra Lanz o, en basc, Eukene Lacarra Lanz, o, de casada, María Eugenia Lacarra de Werckmeister (29 d'octubre de 1944 - 2 de juny de 2023) fou una crítica literària i medievalista espanyola.

## Biografia
Es va doctorar a la Universitat de Califòrnia a Los Angeles amb la tesi Ideology and social conflict in the Poema de mío Cid (1976) i fou catedràtica de la Universitat del País Basc a Bilbao. Es va interessar sobretot per l'epopeia hispànica i la literatura caballeresca, i va publicar una edició del Poema de mio Cid en 1982, reimpresa modernament. També va estudiar La Celestina, que va editar així mateix en 1990 i 1995, i va analitzar la condició femenina segons la literatura de l'Edat Mitjana. Entre 1965 i 1983 va estar casada amb l'historiador de l'art Otto Karl Werckmeister (1934-).

## Obres
María Eugenia ha publicat al llarg de la seua trajectoria professional articles i llibres, tant com autora individual com en obres col·lectives, d'entre les que podem destacar:
- El poema de Mio Cid: Realidad histórica e ideología, Madrid, José Porrúa Turanzas 1980.
- Ed. de Poema de mio Cid, Madrid, Taurus, 1982.
- Ed. de La Celestina, Barcelona: Ediciones B, 1990, y Madison: HSMS, 1995.
- Cómo leer «La Celestina», Madrid, Júcar, 1990.
- Estudios históricos y literarios sobre la mujer medieval, 1990.
- Evolución narrativa e ideológica de la literatura caballeresca, Universidad del País Vasco, 1991
- Asimetrías genéricas. Ojos ay que de lagañas se enamoran. Literatura y género Bilbao: Universidad del País Vasco. ISBN 84-8373-959-3
- "Ars amandi" vs. "reprobatio amoris": Fernando de Rojas y "La Celestina", Madrid; Ediciones del Orto, 2003. ISBN 84-7923-304-4
- Con Andrés Temprano Ferreiro, Amor, escarnio y linaje en la literatura gallego-portuguesa, Bilbao: Universidad del País Vasco.